# Хшановский, Ян Самуэль

Герб Порай

Ян Самуэль Хшановский (пол. Jan Samuel Chrzanowski, ? — 1688) — польский военный деятель XVII века, подполковник, герой обороны Теребовли (Трембовли).

## Биография
Происходил из незнатной мещанской семьи. Военную карьеру начал в полку великого коронного гетмана Речи Посполитой Станислава Конецпольского.
За отличия и отвагу, проявленные в ходе Хотинской битвы в 1673 г., получил чин капитана.
Во время польско-турецкой войны (1672—1676) в мае 1675 турецкий султан Мехмед IV приказал полководцу, своему зятю Ибрагиму Шишман-паше во главе 60-тысячной армии отправиться походом на Украину. Преодолевая сопротивление, Ибрагим Шишман-паша в сентябре захватил города Збараж и Подгайцы, а затем с 10-тысячной армией подошёл и начал осаду Терембовляского замка, построенного в XIV в. на высоком берегу над рекой Гнезной.
Командовал гарнизоном Теребовлянского замка, состоящего из 80 жолнёров, небольшого количества окрестной шляхты и около 200 крестьян и мещан города и окрестностей капитан Ян Самуэль Хжановский.
Руководимый им гарнизон оказал туркам упорное сопротивление и под непрерывным артиллерийским огнëм отразил все приступы турецкой армии. Крепостные стены во многих местах были разрушены осадными орудиями турок, в замке не хватало провизии и амуниции, поэтому Ян Хшановский уже решился было сдать замок, но его жена Анна Дорота с оружием в руках лично встала на стены замка для защиты от противника. Своим мужественным поведением она не дала мужу и остаткам гарнизона сдать замок. Твердыня выстояла.
В это время король Ян III Собеский сосредоточил вблизи Львова свои силы. Учитывая нависшую над турецкой армией угрозу и опасаясь столкновения с королëм, Ибрагим Шишман-паша снял осаду замка и отступил за Днестр, в Молдавское княжество.
В лагере под Бучачем король Ян III Собеский присвоил Яну Хшановскому звание подполковника.
Благодаря своим мужественным действиям Хшановский прославился в стране, в 1676 г. он предстал перед сеймом и ему было пожаловано шляхетство (причислен к гербу Порай) и выплачено единовременно 5 000 злотых.
С 1676 он был комендантом в Львове. В 1682 году был подстолием мельницким.

## Источник
- Kazimierz Piwarski: Chrzanowski Jan Samuel. W: Polski Słownik Biograficzny. T. 3. (пол.)